# Liste der olympischen Medaillengewinner aus Kolumbien
Das Comité Olímpico Colombiano wurde 1936 gegründet und 1939 vom Internationalen Olympischen Komitee aufgenommen.

## Medaillenbilanz
Bislang konnten 29 Sportler aus Kolumbien 38 olympische Medaillen erkämpfen (5 × Gold, 16 × Silber und 17 × Bronze).
| Kolumbien bei den Olympischen Sommerspielen                                       | Kolumbien bei den Olympischen Sommerspielen | Kolumbien bei den Olympischen Sommerspielen | Kolumbien bei den Olympischen Sommerspielen | Kolumbien bei den Olympischen Sommerspielen | Kolumbien bei den Olympischen Sommerspielen |      | Kolumbien bei den Olympischen Winterspielen | Kolumbien bei den Olympischen Winterspielen | Kolumbien bei den Olympischen Winterspielen | Kolumbien bei den Olympischen Winterspielen | Kolumbien bei den Olympischen Winterspielen | Kolumbien bei den Olympischen Winterspielen |
| Jahr                                                                              | Gold                                        | Silber                                      | Bronze                                      | Gesamt                                      | Rang                                        | Jahr | Gold                                        | Silber                                      | Bronze                                      | Gesamt                                      | Rang                                        |                                             |
| 1932                                                                              | 0                                           | 0                                           | 0                                           | 0                                           |                                             |      | 1932                                        | –                                           | –                                           | –                                           | –                                           | –                                           |
| 1936                                                                              | 0                                           | 0                                           | 0                                           | 0                                           |                                             |      | 1936                                        | –                                           | –                                           | –                                           | –                                           | –                                           |
| 1948                                                                              | 0                                           | 0                                           | 0                                           | 0                                           |                                             |      | 1948                                        | –                                           | –                                           | –                                           | –                                           | –                                           |
| 1952                                                                              | –                                           | –                                           | –                                           | –                                           | –                                           |      | 1952                                        | –                                           | –                                           | –                                           | –                                           | –                                           |
| 1956                                                                              | 0                                           | 0                                           | 0                                           | 0                                           |                                             |      | 1956                                        | –                                           | –                                           | –                                           | –                                           | –                                           |
| 1960                                                                              | 0                                           | 0                                           | 0                                           | 0                                           |                                             |      | 1960                                        | –                                           | –                                           | –                                           | –                                           | –                                           |
| 1964                                                                              | 0                                           | 0                                           | 0                                           | 0                                           |                                             |      | 1964                                        | –                                           | –                                           | –                                           | –                                           | –                                           |
| 1968                                                                              | 0                                           | 0                                           | 0                                           | 0                                           |                                             |      | 1968                                        | –                                           | –                                           | –                                           | –                                           | –                                           |
| 1972                                                                              | 0                                           | 1                                           | 2                                           | 3                                           | 31                                          |      | 1972                                        | –                                           | –                                           | –                                           | –                                           | –                                           |
| 1976                                                                              | 0                                           | 0                                           | 0                                           | 0                                           |                                             |      | 1976                                        | –                                           | –                                           | –                                           | –                                           | –                                           |
| 1980                                                                              | 0                                           | 0                                           | 0                                           | 0                                           |                                             |      | 1980                                        | –                                           | –                                           | –                                           | –                                           | –                                           |
| 1984                                                                              | 0                                           | 1                                           | 0                                           | 1                                           | 33                                          |      | 1984                                        | –                                           | –                                           | –                                           | –                                           | –                                           |
| 1988                                                                              | 0                                           | 0                                           | 1                                           | 1                                           | 46                                          |      | 1988                                        | –                                           | –                                           | –                                           | –                                           | –                                           |
| 1992                                                                              | 0                                           | 0                                           | 1                                           | 1                                           | 54                                          |      | 1992                                        | –                                           | –                                           | –                                           | –                                           | –                                           |
| 1996                                                                              | 0                                           | 0                                           | 0                                           | 0                                           |                                             |      | 1994                                        | –                                           | –                                           | –                                           | –                                           | –                                           |
| 2000                                                                              | 1                                           | 0                                           | 0                                           | 1                                           | 49                                          |      | 1998                                        | –                                           | –                                           | –                                           | –                                           | –                                           |
| 2004                                                                              | 0                                           | 0                                           | 2                                           | 2                                           | 68                                          |      | 2002                                        | –                                           | –                                           | –                                           | –                                           | –                                           |
| 2008                                                                              | 0                                           | 2                                           | 1                                           | 3                                           | 65                                          |      | 2006                                        | –                                           | –                                           | –                                           | –                                           | –                                           |
| 2012                                                                              | 1                                           | 3                                           | 5                                           | 9                                           | 38                                          |      | 2010                                        | 0                                           | 0                                           | 0                                           | 0                                           |                                             |
| 2016                                                                              | 3                                           | 2                                           | 3                                           | 8                                           | 23                                          |      | 2014                                        | –                                           | –                                           | –                                           | –                                           | –                                           |
| 2020                                                                              | 0                                           | 4                                           | 1                                           | 5                                           | 66                                          |      | 2018                                        | 0                                           | 0                                           | 0                                           | 0                                           |                                             |
| 2024                                                                              | 0                                           | 3                                           | 1                                           | 4                                           | 66                                          |      | 2022                                        | 0                                           | 0                                           | 0                                           | 0                                           |                                             |
| Gesamt                                                                            | 5                                           | 16                                          | 17                                          | 38                                          |                                             |      | Gesamt                                      | 0                                           | 0                                           | 0                                           | 0                                           |                                             |
| \| \| Gold \| Silber \| Bronze \| Gesamt \| \| Ges. S+W \| 5 \| 16 \| 17 \| 38 \| |                                             |                                             |                                             |                                             |                                             |      |                                             |                                             |                                             |                                             |                                             |                                             |
|                                                                                   | Gold                                        | Silber                                      | Bronze                                      | Gesamt                                      |                                             |      |                                             |                                             |                                             |                                             |                                             |                                             |
| Ges. S+W                                                                          | 5                                           | 16                                          | 17                                          | 38                                          |                                             |      |                                             |                                             |                                             |                                             |                                             |                                             |

## Medaillengewinner
- Yuri Alvear – Judo (0-1-1)
London 2012: Bronze, (- 70 kg), Damen
Rio de Janeiro 2016: Silber, (- 70 kg), Damen
- Sandra Arenas – Leichtathletik (0-1-0)
Tokio 2020: Silber, 20 km Gehen, Damen
- Ángel Barajas – Turnen (0-1-0)
Paris 2024: Silber, Reck, Herren
- Helmut Bellingrodt – Schießen (0-2-0)
München 1972: Silber, Laufende Scheibe, Herren
Los Angeles 1984: Silber, Laufende Scheibe, Herren
- María Luisa Calle – Radsport (0-0-1)
Athen 2004: Bronze, Damen
- Óscar Figueroa – Gewichtheben (1-1-0)
London 2012: Silber, Klasse bis 62 kg, Herren
Rio de Janeiro 2016: Gold, Klasse bis 62 kg, Herren
- Caterine Ibargüen – Leichtathletik (1-1-0)
London 2012: Silber, Dreisprung, Damen
Rio de Janeiro 2016: Gold, Dreisprung, Damen
- Yeison López – Gewichtheben (0-1-0)
Paris 2024: Silber, Klasse bis 89 kg, Herren
- Yuberjen Martínez – Boxen (0-1-0)
Rio de Janeiro 2016: Silber, Halbfliegengewicht, Herren
- Luis Javier Mosquera – Gewichtheben (0-1-1)
Rio de Janeiro 2016: Bronze, Klasse bis 69 kg, Herren
Tokio 2020: Silber, Klasse bis 67 kg, Herren
- Mabel Mosquera – Gewichtheben (0-0-1)
Athen 2004: Bronze, Klasse bis 53 kg, Damen
- Óscar Muñoz – Taekwondo (0-0-1)
London 2012: Bronze, (- 58 kg), Herren
- Carlos Oquendo – Radsport (0-0-1)
London 2012: Bronze, BMX, Herren
- Mariana Pajón – Radsport (2-1-0)
London 2012: Gold, BMX, Damen
Rio de Janeiro 2016: Gold, BMX, Damen
Tokio 2020: Silber, BMX, Damen
- Alfonso Pérez – Boxen (0-0-1)
München 1972: Bronze, Leichtgewicht (- 60 kg)
- Carlos Ramírez – Radsport (0-0-2)
Rio de Janeiro 2016: Bronze, BMX, Herren
Tokio 2020: Bronze, BMX, Herren
- Jackeline Rentería – Ringen (0-0-2)
Peking 2008: Bronze, Klasse bis 55 kg, Damen
London 2012: Bronze, Klasse bis 55 kg, Damen
- Tatiana Rentería – Ringen (0-0-1)
Paris 2024: Bronze, Klasse bis 76 kg, Damen
- Ximena Restrepo – Leichtathletik (0-0-1)
Barcelona 1992: Bronze, 400 Meter, Damen
- Jorge Julio Rocha – Boxen (0-0-1)
Seoul 1988: Bronze, Bantamgewicht (- 54 kg)
- Clemente Rojas – Boxen (0-0-1)
München 1972: Bronze, Federgewicht (- 57 kg)
- Diego Fernando Salazar Quintero – Gewichtheben (0-1-0)
Peking 2008: Silber, Klasse bis 62 kg, Herren
- Mari Sánchez – Gewichtheben (0-1-0)
Paris 2024: Silber, Klasse bis 71 kg, Damen
- Leidy Solís, Gewichtheben (0-1-0)
Peking 2008: Silber, Klasse bis 69 kg, Damen
- Rigoberto Urán – Radsport (0-1-0)
London 2012: Silber, Straße Einzel, Herren
- María Isabel Urrutia – Gewichtheben (1-0-0)
Sydney 2000: Gold, Klasse bis 75 kg, Damen
- Ingrit Valencia – Boxen (0-0-1)
Rio de Janeiro 2016: Bronze, Klasse bis 51 kg, Frauen
- Anthony Zambrano – Leichtathletik (0-1-0)
Tokio 2020: Silber, 400 Meter, Männer
- Ubaldina Valoyes – Gewichtheben (0-0-1)
London 2012: Bronze, Mittelgewicht, Frauen